# Iluminismo (movimiento)

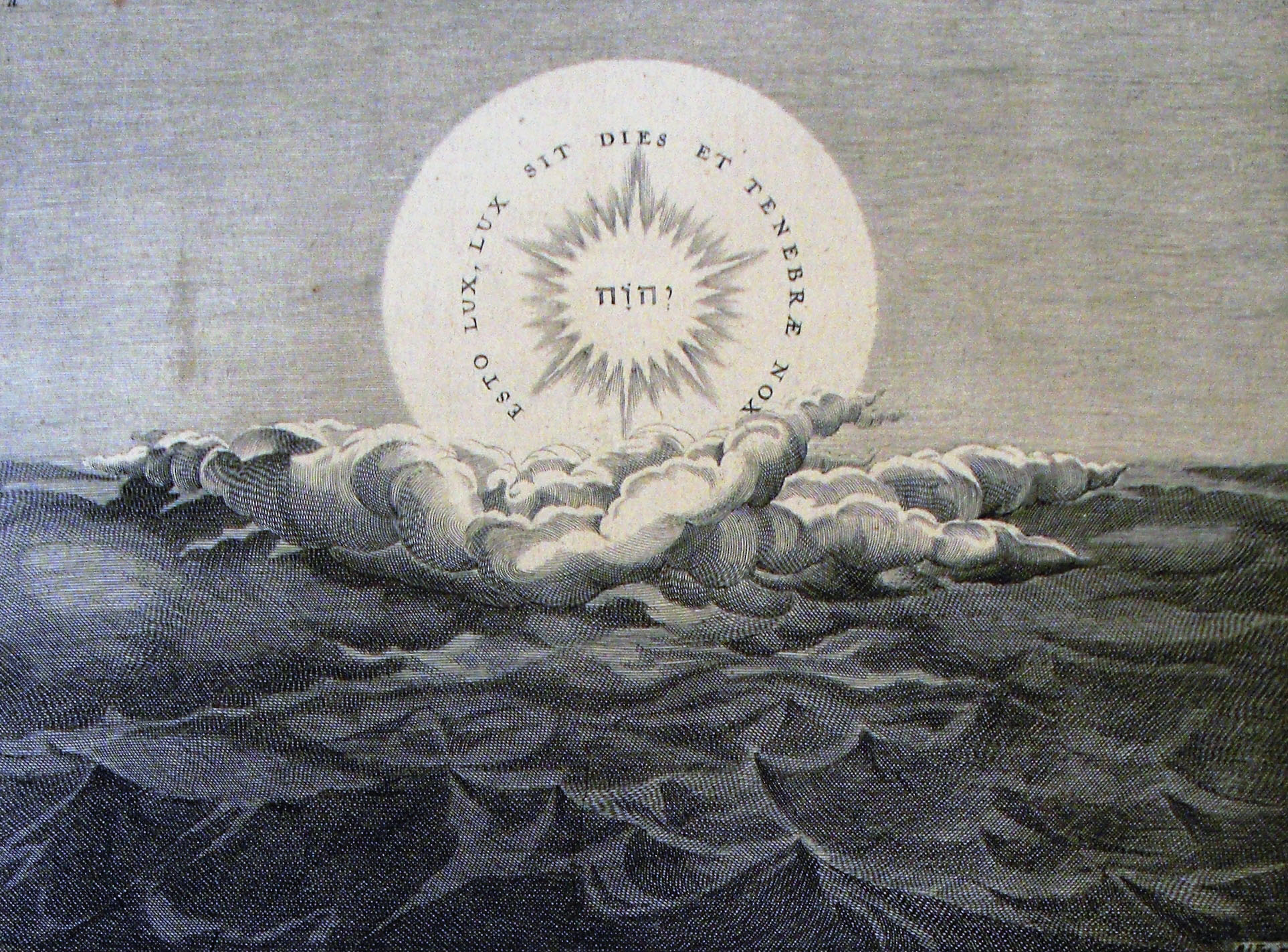
El nombre de Dios con la luz creada

El iluminismo designa un movimiento a la vez filosófico y religioso que alcanzó su apogeo con los teósofos del siglo XVIII. Se le vincula con el pensamiento de Plotino el neoplatonista, Maestro Eckhart, Juan Taulero y Nicolás de Cusa; fiel al espíritu del Evangelio de Juan y del Apocalipsis, está vinculado a los cabalistas judíos y cristianos, a los quietistas, a los pietistas, a las obras de Jeanne Guyon, a los místicos y alquimistas alemanes del siglo XVI. Paracelso, Valentin Weigel y Jakob Böhme, sobre todo, pueden considerarse los maestros de los iluministas. Finalmente, una cierta actitud mental, procedente de la Reforma, no es ajena a la espiritualidad de este movimiento. Apropiándose de la metáfora asociada a la Ilustración, el iluminismo ofrece una definición más amplia de las «luces» de la razón, compatible con la imaginación y la sensibilidad, y se asocia a una concepción de lo divino capaz de poner en resonancia al hombre, a la sociedad y al universo. Esta corriente de pensamiento puede interpretarse como una reacción al materialismo francés de los filósofos enciclopedistas del siglo XVIII y a la filosofía institucional a la que pertenecen, es decir, la Ilustración.
En sentido estricto, el iluminismo puede relacionarse con la inspiración del escritor Louis Claude de Saint-Martin. En sentido amplio, el iluminismo es un lugar de encuentro de muchas influencias: la tradición alquímica, las obras de Emanuel Swedenborg, que había desarrollado una doctrina esotérica en la que el mundo tangible estaría dominado por fuerzas invisibles, y las de Martinez de Pasqually, un teúrgo cristiano.
Los iluministas intentaron renovar el cristianismo, que estaba perdiendo importancia, con nuevos ritos y una nueva espiritualidad, se preocuparon por el desarrollo del alma y por la historia. Consideraban el declive del cristianismo y la secularización en general, así como el rechazo del misticismo por parte de las iglesias, como síntomas de una crisis que querían superar.